# Дукельский, Семён Семёнович
Семён Семёнович Дукельский (1 (13) августа 1892, Елисаветград, Херсонская губерния, Российская империя — 30 октября 1960, Москва, РСФСР) — советский государственный деятель, организатор кинопроизводства, начальник Главного управления кинематографии, председатель Комитета по делам кинематографии при Совнаркоме СССР (1938—1939), нарком морского флота СССР (1939—1942).

## Биография
Родился в семье пекаря. В 1906 году окончил 3 класса 4-классного еврейского казенного училища в Елисаветграде. До 1908 года учился в частной музыкальной школе в Елисаветграде, в 1909 году — в оперно-музыкальной частной школе Медведева в Киеве.
С июня 1908 года по июль 1910 года работал пианистом в кинотеатрах Елисаветграда, Бобринска, Киева, Радомысля. С июля 1907 по февраль 1911 года был безработным. С февраля 1911 по июнь 1912 года работал пианистом в кинотеатрах Александрии, Киева. С июня 1912 по февраль 1914 год — безработный, арестован, выслан по этапу, сотрудник войскового госпиталя, снова безработный в Елисаветграде. С февраля 1914 по июль 1915 года работал пианистом в кинотеатре в Елисаветграде.
В июле 1915 года был призван в Русскую императорскую армию. До 1917 года служил рядовым 1-й музыкальной команды Московского полка.
После Февральской революции 1917 года вступил в РСДРП(б). Проводил революционную агитацию в воинских частях. До марта 1918 года — помощник начальника снабжения Финляндской Красной гвардии.
В 1918—1919 годах — инспектор, начальник канцелярии военного отдела издательства ВЦИК. В 1919—1920 годах — начальник общего отдела наркомата по военным делам РСФСР; представитель уполномоченного Совета обороны Украины.

### В ВЧК-ОГПУ
С 1 по 16 апреля 1920 года находился с резерве особого отдела Юго-Западного фронта, с 16 апреля по 3 августа 1920 года служил секретарем особого отдела Юго-Западного фронта, с 3 августа по 1 ноября 1920 года заместителем начальника секретно-оперативной части особого отдела Юго-Западного фронта, временно исполняющим обязанности заместителя начальника особого отдела Юго-Западного фронта. С 1 ноября 1920 по 12 января 1921 года был начальником особого отдела «Центрального управления чрезвычайных комиссий по борьбе с контрреволюцией, спекуляцией и преступлениями по должности» (Цупчрезком). В составе тройки занимался «ликвидацией анархо-махновщины» на территории Украины. Входил также в состав чрезвычайной тройки Крымской ударной группы особых отделов ВЧК при РВС Южного и Юго-Западного фронтов в Севастополе.
С 12 января по 10 апреля 1921 года был начальником отдела по борьбе с бандитизмом, а также начальником секретно-оперативной части Цупчрезкома, с 10 апреля по 3 декабря 1921 года — заместителем начальника особого отдела ВУЧК, заместителем начальника секретно-оперативной части ВУЧК.
С 3 декабря 1921 по февраль 1922 года временно исполнял обязанности председателя Одесской губернской ЧК, с февраля 1922 по 7 июня 1922 — начальника Одесского губернского отдела ГПУ, с 7 июня 1922 по сентябрь 1922 года — председатель Одесского губернского отдела ГПУ. Занимался также контрразведывательной работой (шпионаж и дезинформация за границей). Сфабриковал дело и документы никогда не существовавшего «Комитета спасения Родины». Однако его работа была признана настолько грубой, что в январе 1922 года за самовольные действия, выраженные в публикации материалов о «Комитете» за границей, руководитель иностранного отдела ГПУ Меер Трилиссер объявил ему выговор и дал общее указание всем губернским отделам без согласия центра не публиковать дезинформацию за границей.
С сентября 1922 по 26 июня 1923 года находился в резерве ГПУ УССР. В это время написал книгу «ЧК-ГПУ», которая в 1923 году была набрана в Государственном издательстве Украины в Харькове, но в продажу не поступила. Из Москвы пришел приказ об аресте и уничтожении набора. Лишь первая часть книги «ЧК на Украине» небольшим тиражом была распространена среди партийных работников.
С 26 июня 1923 по 1 июля 1923 года был начальником Южного транспортного отдела ОГПУ в Харькове. С 1 июля 1923 по 1 сентября 1924 года работал начальником Волынского губернского отдела ОГПУ, с 1 сентября 1924 по 1 сентября 1925 года — начальником Екатеринославского губернского отдела ОГПУ, с 1 сентября 1925 по январь 1926 года — начальником Екатеринославского окружного отдела ОГПУ.

### На хозяйственной работе
С апреля 1926 по июль 1927 года работал управляющим Одесским пищетрестом, с июля 1927 по июнь 1928 года — директором фабрики «Октябрь» в Харькове. С июня 1928 по 1930 год был членом правления треста «Донуголь», затем по июнь 1930 года — председателем правления треста «Донбассток».

### В ОГПУ-НКВД
С 24 апреля 1930 по 8 октября 1931 года служил заместителем полномочного представителя ОГПУ по Центрально-Чернозёмной области (Воронеж), начальником СОУ ПП ОГПУ. 5 ноября 1930 года подписал ордера на обыск и арест группы известных воронежских историков и ученых-краеведов, которые якобы «организованными действиями подготовляли свержение Советской власти». Все они были расстреляны.
С 8 октября 1931 по 22 мая 1932 года был заместителем полномочного представителя ОГПУ по Белорусской ССР, заместителем председателя ГПУ БССР.
С 22 мая 1932 по 10 июля 1934 года — полномочный представитель ОГПУ по Центрально-Чернозёмной области, начальник СОУ ПП ОГПУ. 17 декабря 1932 года сообщил в центр о вскрытии эсеровского подполья в ряде районов области.
26 января—10 февраля 1934 года делегат XVII съезда ВКП(б) с решающим голосом от Центрально-Чернозёмной парторганизации.
13 июля 1934 года был назначен начальником Воронежского областного УНКВД. Лично курировал находившегося в ссылке в Воронеже Осипа Мандельштама.
В 1936 году в письмах на имя председателя Комиссии партийного контроля, секретаря ЦК ВКП(б) Николая Ежова поставил «организационный вопрос» о «расстановке сил» в Главном управлении государственной безопасности, которая, по его мнению, была неудовлетворительной. Ежов использовал эти письма против наркома внутренних дел Генриха Ягоды. 14 сентября он написал Сталину, что, по информации Дукельского, НКВД сознательно игнорировал сведения о троцкистском центре. Письма Дукельского послужили дополнительным аргументом в пользу смещения Ягоды со своего поста.
14 июня 1937 года Дукельский был снят с должности начальника Воронежского областного УНКВД. В июле 1937 года попал в автокатастрофу, получил увечья, длительное время лечился. С 15 июля 1937 года числился сотрудником для особых поручений при народном комиссаре внутренних дел СССР.

### Руководитель кинематографии
7 января 1938 года решением Политбюро ЦК ВКП(б) был назначен начальником Главного управления кинематографии Комитета по делам искусств при Совете народных комиссаров СССР. Его предшественник Борис Шумяцкий был расстрелян 29 июля 1938 года.
Среди кинематографистов бытовал анекдот, как Дукельский по чекистской привычке отдавал своему секретарю распоряжение о приглашении в кабинет в виде команды: «Введите режиссёра!». Иосиф Маневич, работавший в управлении редактором, так описал своего нового начальника:

Семен Семенович Дукельский — человек стальной воли и неудержимого напора. Больной. Он всегда ходил в корсете. Нервный — видимо, всегда превозмогавший какую-то физическую боль. Руки он держал за поясом. Редко кричал — как бы сдерживая себя, изредка поглаживал голый череп, — но тон его почти всегда исключал возражения. Это был человек, который слепо верил: все, что он делает, необходимо партии и государству. Выслушивал объяснения, старался понять суть, решал безотлагательно. (…) Дукельский начал круто. Кинематограф при нём был преобразован экономически и творчески.
Руководить кинематографом Дукельскому довелось недолго — с января 1938 по июнь 1939 года. При этом ему удалось восстановить утраченную отраслью самостоятельность. 23 марта 1938 года был учреждён Комитет по делам кинематографии при Совете народных комиссаров СССР — самостоятельный орган управления кинематографическим хозяйством с достаточно широкими полномочиями. Дукельский стал его председателем. Кинопроизводство, кинофикация, кинопрокат, производство аппаратуры и плёнки, строительство новых студий, кинотеатров, фабрик, разработка новых образцов кинотехники и технологических процессов, кинообразование и прочие составляющие снова объединялись в единую систему.
Ещё одним нововведением стало постановление Совнаркома, предусматривавшее замену существовавшей системы процентных отчислений от проката фильмов, получаемых творческими работниками (сценаристами, режиссёрами, операторами, художниками, композиторами), выплатой твёрдых ставок. Материальное вознаграждение перестало зависеть от количества зрителей, от доходов кинотеатров.

### Дальнейшая карьера
В 1939—1942 годах — народный комиссар морского флота СССР.
Преемник Дукельского на посту П. П. Ширшов вспоминал о своём назначении: «Тщетными оказались мои уговоры [отправить на фронт], и Микоян даже рассердился, когда я снова начал просить его, ссылаясь на договоренность с Федоренко. — Вот что! Не пойдете ли в Морской флот? Там дел много будет, и люди нужны. — Нет, с Дукельским я работать не смогу. Он большой самодур, и мы не уживемся. — А если вас назначат вместо Дукельского? Вопрос был настолько неожиданным, что я растерялся и попросил дать мне сутки подумать. Микоян согласился, и на этом разговор закончился».
В 1942—1943 годах — уполномоченный ГКО по производству боеприпасов на заводах наркоматов боеприпасов и миномётного вооружения СССР по Челябинской области. В 1943—1953 годах — заместитель наркома (с марта 1946 года — министра) юстиции РСФСР. Член Центральной Ревизионной Комиссии ВКП(б) в 1939—1952 годах.
По утверждению А. Кодинцева, был направлен в органы юстиции для усиления партийного контроля. Занимая должность заместителя наркома, написал сотни доносов в различные органы власти, в том числе Сталину, с надуманными обвинениями работников юстиции СССР и РСФСР в шпионаже и вредительстве. Был одним из инициаторов массовых чисток органов юстиции в 1948—1952 годах. В связи с усилением паранойи помещен в лечебницу. Продолжал писать доносы на врачей, якобы замышляющих убить его по заданию американской разведки.
С 1953 года — персональный пенсионер союзного значения.
Депутат Верховного Совета РСФСР 1 созыва (избирался от Башкирской АССР, Чишминский округ).
Похоронен на Ваганьковском кладбище.

## Награды
- орден Ленина (10.03.1939)
- орден Красного Знамени (Прик. РВС № 148 от 30.06.1922)
- Знак «Почётный работник ВЧК—ГПУ (V)» № 141 (1922)
- Знак «Почётный работник ВЧК—ГПУ (XV)» 20.12.1932

## Сочинения
- ЧК на Украине / С. Дукельский. — Харьков: Государственное издательство Украины, 1923.
- ЧК на Украине / С. Дукельский. — Benson (Vt.): Chalidze publ.; [Edmont (Alta)]: Canad. inst. of Ukr. studies, 1989. — 150, [1] с.
- Очередные задачи морского флота [Текст]. — Москва: Госмориздат, 1940. — 68 с.
- Задачи морского флота в 1941 году [Текст]: [Перер. и доп. стеногр. доклада на Совещ. парт.-хоз. актива работников мор. флота СССР. 10-го янв. 1941 г.] / С. С. Дукельский, нар. комиссар мор. флота СССР. — Москва : Мор. транспорт, 1941. — 80 с.